# Testata (meccanica)
In un motore endotermico, la testata è una sorta di coperchio, di solito realizzato in alluminio o ghisa, che chiude la parte superiore di uno o più cilindri. Si tratta di un componente importante per la camera di combustione e per la gestione dei gas, poiché la forma specifica della camera, fornita dalla testata, permette ai gas di comportarsi in un determinato modo. Questo è particolarmente importante nel motore a due tempi.

## Testata per motori 2 tempi

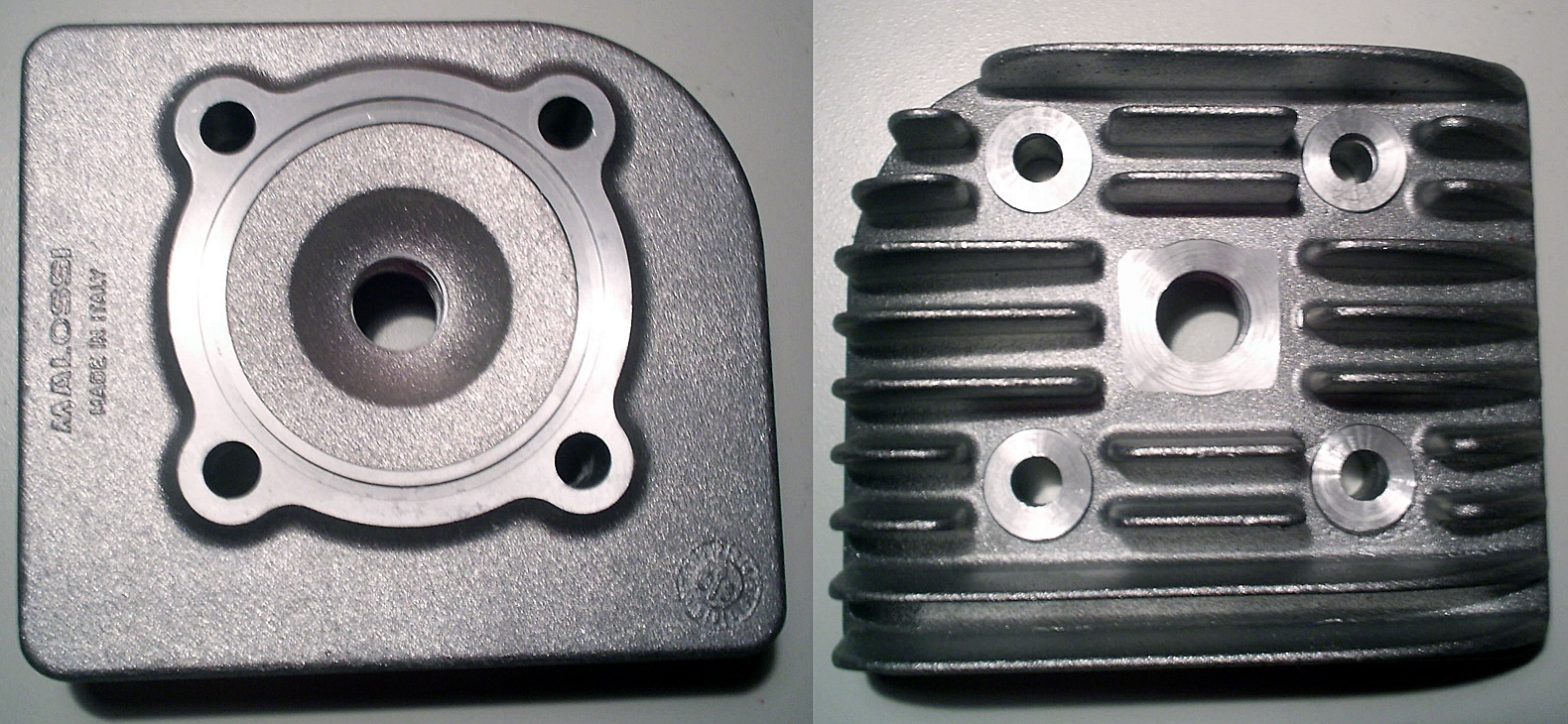
Testata monopezzo emisferica raffreddata ad aria

Questo tipo di testata è molto leggera, con la forma molto simile a quella di un piattello, e ha come compito specifico quello di raccogliere la miscela aria/benzina il più vicino possibile alla candela e in modo più efficace rispetto al motore a quattro tempi, nella cui camera sono presenti le valvole che disturbano la pulizia della combustione.

### Tipo di testata

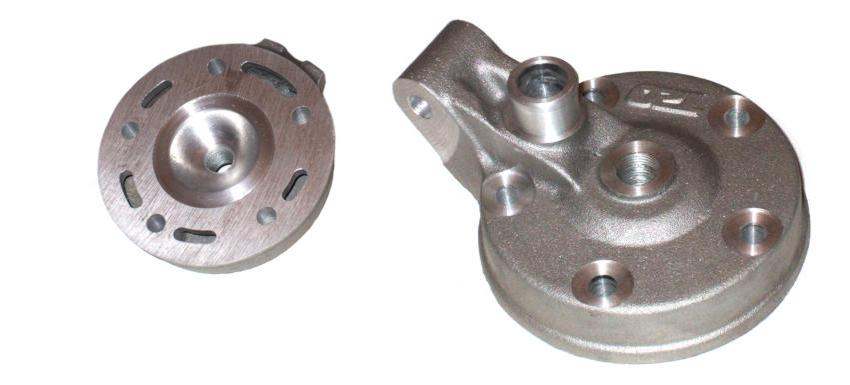
Testata emisferica raffreddata a liquido

Per i motori a due tempi le testate possono essere di tre tipi:
- Monopezzo: queste testate sono un unico pezzo, questo tipo di testa è considerato il più economico anche se ultimamente ricorrenti problemi di affidabilità sulle teste scomponibili ne hanno caldeggiato il ritorno. In alcuni mezzi di motocross questo tipo di testa è quasi indispensabile per via della presenza da progetto di attacchi al telaio nella testata, il che rende molto critico questo componente che se non ben dimensionato tende a rompersi a fatica.
- Scomponibili: queste testate sono composte da due pezzi: una cupola interna in cui è ricavata la camera di scoppio ed un involucro esterno che, oltre alla funzione strutturale, tramite opportune tenute permette la circolazione del fluido di raffreddamento attorno alla cupola. Questo tipo di teste sono nate per l'uso racing perché permettono una rapida ed economica sostituzione/modifica della cupola interna. Questo tipo di testa può generare problemi di affidabilità per perdita di liquidi dalle tenute, inoltre il mercato del cross, in cui i due tempi ancora resistono, si è riempito di teste scomponibili costruite con concetti o materiali sbagliati. Da qui un ritorno alle teste monopezzo.
- Integrata: nei modelli più semplici ed economici di motori a due tempi, come nelle motoseghe o simili, queste sono tutt'uno con il cilindro, garantendo maggior affidabilità, dato l'assenza di viti di tenuta che altrimenti potrebbero allentarsi, ma perde in prestazioni dato che sempre per ragioni di sicurezza si utilizza un rapporto di compressione relativamente basso.

### Cielo testata
Il cielo della testata è estremamente importante, perché modifica i valori della camera di combustione, nei vari anni si sono adoperate varie forme di testate, per passare definitivamente alle troncoconiche, che oltre a raccogliere in modo efficace la miscela aria/benzina al centro, dove è posizionata la candela, permettono un funzionamento del motore con carburazioni leggermente più magre, senza avere alcun danno o funzionamento anomalo ed essere più semplici da costruire.

#### Testata semisferica
Le testate semisferiche sono teste formate da una semplice semisfera, quindi sprovviste di squish, il che le penalizza, dato che così si ha un minor affidabilità e costanza nel comportamento del motore, ma sono molto più semplici ed economiche da realizzare, per questo vengono utilizzate sulle motoseghe o simili, dove sono addirittura tutt'uno con il cilindro, per ridurre ulteriormente i costi e aumentare la semplicità ed affidabilità della macchina.

#### Testata emisferica o a cappello di prete
Le testate emisferiche, permettono d'utilizzare delle carburazioni più magre rispetto alle testate sferiche, grazie alla loro forma, la quale le permette di far raccogliere più benzina vicino alla candela, permettendo una combustione migliore, questo è dato dalla presenza dell'area di squish (turbolenza), la quale indirizza la miscela vicino alla candela e riduce il fenomeno della detonazione, inoltre generano delle turbolenze maggiori, anche rispetto alle troncoconiche, permettendo d'utilizzare anticipi d'accensione minori, se in passato nell'uso racing le teste emisferiche sono state un po' accantonate sono oggi tornate in gran voga anche in virtù delle prestazioni offerte dai motori moderni. Una testa emisferica rende il motore fluido e corposo lungo tutto l'arco di rotazione.

##### Testata semi-emisferica

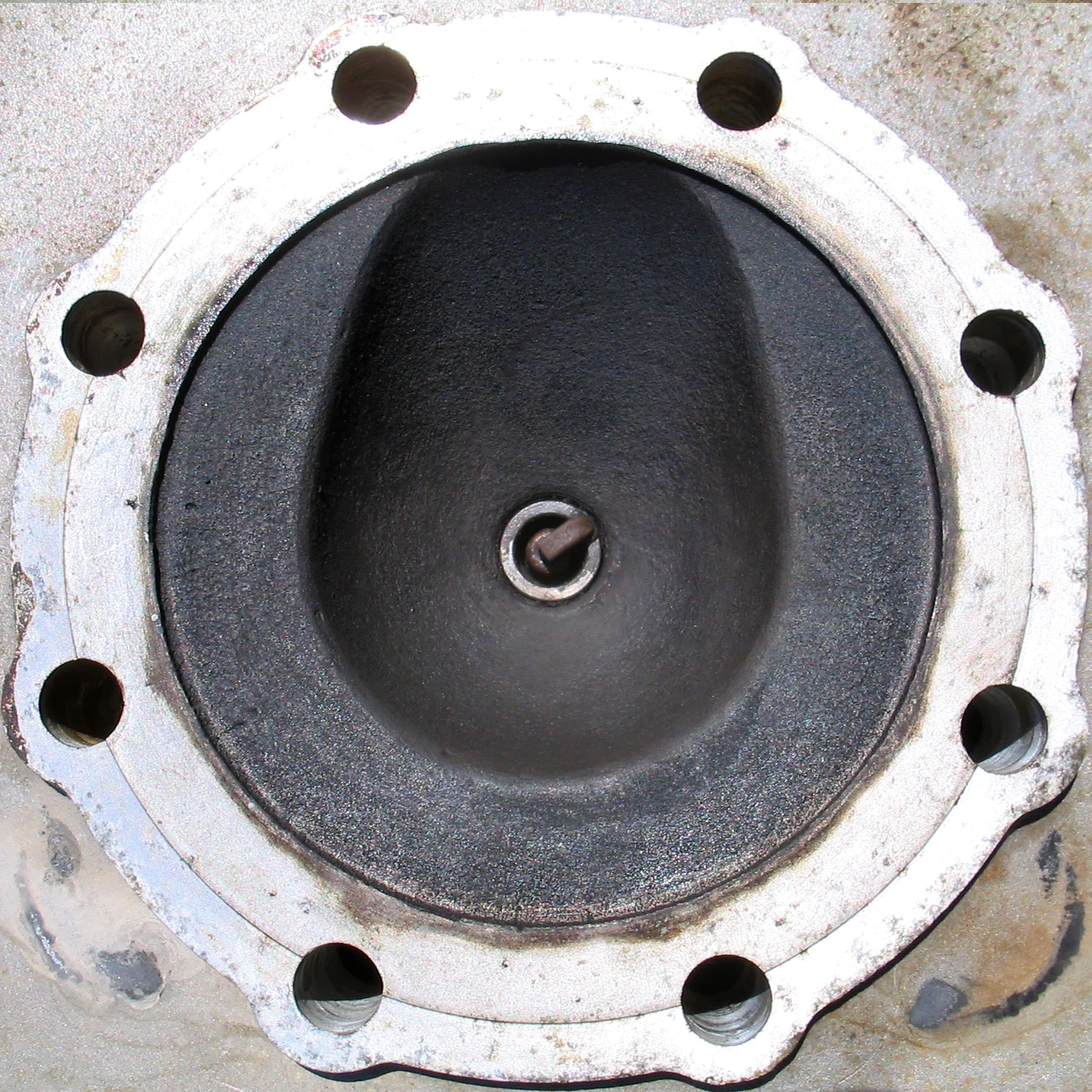
Testata della Cagiva SXT 350, in alto è possibile vedere la conformazione particolare che accoglie e guida i gas freschi immessi nel cilindro tramite le luci di travaso.

Questa testata differisce dalla "testata emisferica" per il fatto che parte della banda di squish viene sacrificata per favorire il lavaggio del cilindro, in particolar modo la porzione di banda sacrificata si trova sul lato d'aspirazione o per meglio dire sul lato dove salgono i gas freschi appena immessi nel cilindro.
Questa conformazione nei motori a ciclo loop e a flussi incrociati permette un lavaggio del cilindro con minori residui dei gas di scarico nella camera di combustione.

##### Testata a berretto di fantino
Questa testata differisce dalla "testata emisferica" per il fatto che la cupola è spostata più da un lato e di conseguenza si ha anche un'area di squish che non è costante lungo tutta la circonferenza della testata.
Questa conformazione nei motori a ciclo loop e a flussi incrociati permette un lavaggio del cilindro con minori residui dei gas di scarico nella camera di combustione.

#### Testata troncoconica
Le testate troncoconiche, anche se generano meno turbolenze della carica fresca e quindi richiedono un anticipo d'accensione maggiore, data la loro maggiore precisione di realizzazione permettono di adoperare rapporti di compressione maggiori rispetto alle testate emisferiche, inoltre creano delle turbolenze (vicino alla candela) che fanno in modo che la combustione i gas combusti rimanga più distante dalla superficie della testata, permettendo una minore dispersione del calore generato.
Questo tipo di testate non viene quasi più utilizzato nelle applicazioni racing a meno di non volere un motore dall'erogazione molto appuntita con però grande perdita di erogazione ai regimi medio bassi.

#### Testata troncoemisferica
Le testate troncoemisferica sono una via di mezzo tra una testata emisferica e troncoconica, sia per quanto riguarda i vantaggi sia per gli svantaggi delle relative testate.
Questa testata è sempre munita di squish, ma la parte più interna della testata ha un andamento emisferico, del tutto simile alle emisferiche, ma con una troncatura centrale, in modo da avere una base piana per la sede della candela, esattamente come le testate troncoconiche.

#### Testata a volume variabile
Le testate a volume variabile sono delle teste che variano il loro volume a seconda del regime di funzionamento del motore, venivano utilizzate sui motori con fasatura d'accensione fissa, in modo da avere il miglior rapporto di compressione a ogni regime.
Per poter adattare la combustione all'accensione a fasatura fissa, queste testate avevano un rapporto di compressione maggiore ai bassi regimi, per migliorare la combustione, mentre agli alti regimi diminuivano la compressione, in modo da rallentare la combustione, perché tale combustione viene velocizzata con l'aumento del regime motore, che porta all'aumento della turbolenza della miscela.
Queste teste per poter variare il volume della camera di combustione, avevano un cono che costituiva la superficie della testata che delimitava la camera di combustione e che veniva alzata e abbassata da un sistema idraulico.
Questo tipo di testata è stata sviluppata (da Polini con il nome di PowerHead) all'inizio degli anni novanta sui modelli da cross di varie marche, nelle cilindrate 125 e 250, il suo funzionamento era basata da una camera pressurizzata, messa in comunicazione alla testata tramite un circuito idraulico, permettendo un'autoregolazione del sistema, successivamente nel 2015 dopo 3 anni di test l'idea riprende vita, ma in forma differente, infatti la regolazione della compressione è interamente manuale, con la cupola limitata nei suoi movimenti da delle guide, viene alzata e abbassata tramite una ghiera filettata a cui è fissata una manopola tramite grani filettati (Vite STEI).

### Squish
Storicamente quest'effetto ha visto la luce grazie a Harry Ricardo che nel 1919 ha sviluppato una nuova testata/sistema per i motori diesel a valvole laterali, che grazie a quest'effetto si evitava la detonazione, nel terzo millennio tale soluzione è quasi esclusivamente utilizzata da motori a 2 tempi, in quanto la maggior parte dei motori a 4 tempi utilizzano 4 valvole per cilindro, rendendo pressoché impossibile utilizzare tale soluzione.
Per tutte le testate è fondamentale l'effetto squish, ossia la presenza nella cupola di un'area, detta di squish (turbolenza), la quale indirizza la miscela vicino alla candela e riduce il fenomeno della detonazione, quest'accorgimento si ha con le testate emisferiche, tronconiche e troncoemisferiche, tale area ha tre valori:
- Angolo d'inclinazione dell'area di squish, che deve essere appropriata al pistone; piana o con inclinazione prossime a 1° per i pistoni a cielo piano o con inclinazioni più accentuate per i pistoni a cielo bombato.
Anche la scelta della conformazione del cielo del pistone (e di conseguenza della sua testa appropriata) è fondamentale per la scelta di erogazione del motore, un pistone a cielo piano darà un motore più fluido e propenso alla guidabilità, un cielo bombato darà al motore una resa e risposta maggiore, soprattutto agli alti regimi.
  - Doppia inclinazione, alcuni particolari tipi di testata adoperano una banda di squish a doppia inclinazione, dove la parte più esterna è meno inclinata e la parte più interna è maggiormente inclinata, questo perché così si riduce ulteriormente la quantità di miscela fresca ai lati della camera di combustione.
- L'ampiezza dell'area, che non deve superare la metà dell'area del pistone, per ricavare il diametro interno minimo dello squish, che è corrispondente alla massima ampiezza dell'area dello squish, si utilizza questa formula; {\displaystyle \varnothing \ minimo={Alesaggio \over {\sqrt {2}}}}, utilizzando diametri superiori al diametro calcolato, si avrà un'ampiezza dell'area di squish minore.
- L'altezza dell'anello di squish, è la distanza che si ha tra la base dello squish e il cielo del pistone, che serve per evitare il battito in testa, i valori di squish nei motori da competizione sono sotto il millimetro di altezza.

Nelle elaborazioni dei motori, l'altezza dello squish viene ridotta per ricavare un rapporto di compressione maggiore. Questa elaborazione può avvenire tramite lavorazione diretta nel punto di squish della testata attraverso lavorazioni CNC oppure con l'installazione di guarnizioni di banco con spessori decimali inferiori.

## Testata per motori 2 tempi unidirezionale
Questo tipo di testata può essere di moltissimi tipi a seconda del tipo di motore unidirezionale, può essere:
- Assente, il motore unidirezionale a stantuffi contrapposti non adopera la testata, perché la camera di combustione è data dai due pistoni e dal cilindro.
- Come o simile nel 2T, nei motori a cilindri convergenti o paralleli si ha una testata del tutto simile a quella di un 2T a ciclo loop, ma risultando leggermente più larga, dato che deve mettere in comunicazione due cilindri
- Come o simile nel 4T, come nel caso più diffuso, dove si ha una o più valvole a fungo di scarico o di lavaggio sulla testata.

## Testata per motori 4 tempi
Questo tipo di testata è molto più complessa rispetto a quella per motori a 2 tempi ed è forzatamente di tipo scomponibile, perché sostiene gli organi della distribuzione e l'albero a camme, tranne nel caso si utilizzi una distribuzione di tipo indiretto (sull'albero motore), ed è al contrario della testata per motori a 2 tempi molto più pesante (date le sovrastrutture che deve accogliere), costosa (sempre per via delle sovrastrutture).

### Testate per le distribuzioni DOHC, SOHC e OHV

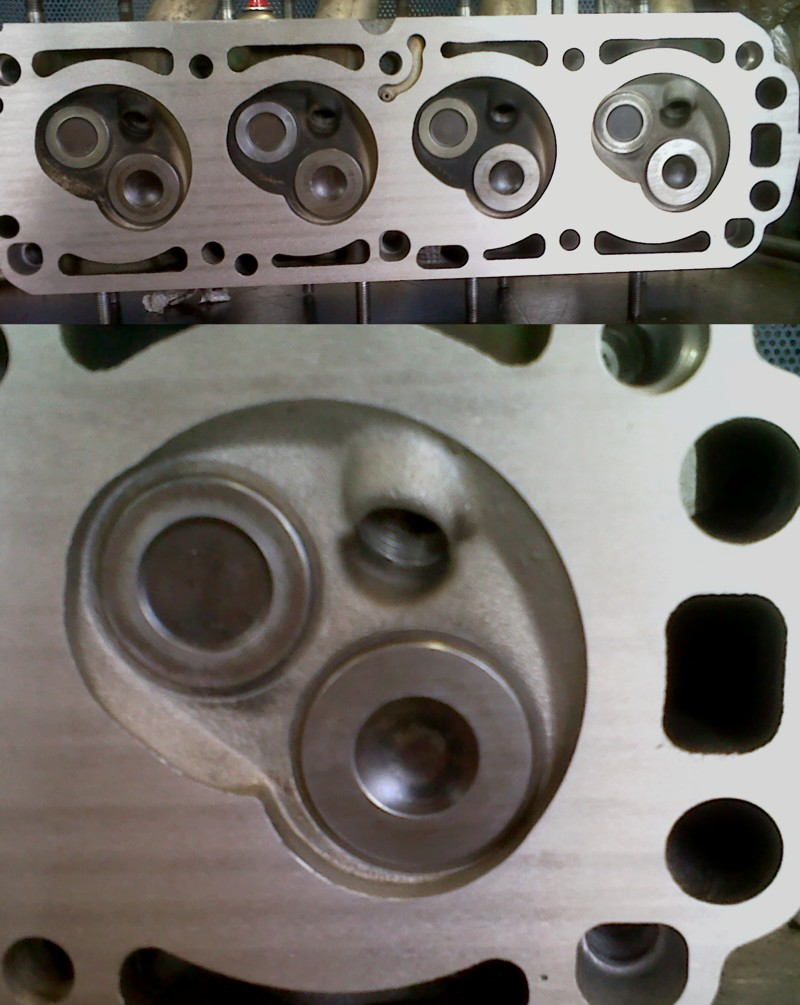
Testata SOHC a due valvole

Le testate per i motori con uno dei sistemi di distribuzione per le valvole a fungo DOHC, SOHC e OHV, devono essere forzatamente del tipo scomponibile, sono generalmente composte da 2 componenti, di cui il componente superiore viene definito coperchio e può essere costruito in vari materiali, dal metallo alla plastica, dato che altrimenti non sarebbe possibile fornire una giusta protezione e lubrificazione per tali componenti.
Queste testate per via della loro natura, non possono avere una banda di Squish come nel caso dei motori a due tempi, soprattutto per alcune quali le testate "a camere emisferiche" (motori a 2 valvole per cilindro) o "a tetto 4V", mentre per altre forme si possono avere turbolenze significative come nel caso delle testate con 2 valvole per cilindro con camere "a cuneo", "a tazza" (conosciuta anche come "camera Heron") o a scatola di sardine.

### Testate per la distribuzione SV
Le testate per la distribuzione SV, non hanno l'alloggiamento delle valvole, ma devono avere una forma diversa da quella circolare, dato che devono formare i condotti d'aspirazione e scarico, che vengono aperti dalle valvole che sono poste lateralmente al cilindro.

### Testate per la distribuzione IOE
Le testate per la distribuzione IOE, sono paragonabili a quelle della distribuzione SV, ma in questo caso hanno l'alloggiamento di una o più valvole, le quali vengono disposte sempre a lato del cilindro, ma disposte una in contrapposizione all'altra (sullo stesso asse di scorrimento).

### Testate per la distribuzione RCV
Le testate per  la distribuzione RCVe, non hanno alcun problema di forma o alloggiamento dei componenti di distribuzione (anche nel caso di valvola a fodero in testa) e per questo motivo sono del tutto paragonabili alle teste per motori a due tempi.

## Progettazione
La progettazione della testata deve tenere presente diversi fattori, quali la determinazione del campo termico cui è soggetta una testa di motore pluricilindrico, si considerano i contributi di guarnizione, sedi delle valvole, guide delle valvole, prigionieri e dadi di serraggi, così come il tipo di servizio di funzionamento del motore, quindi i transitori accensione-spegnimento o condizioni di carico minimo-pieno carico tipico di prove di durata al banco.
L'analisi delle sollecitazioni segue diverse fasi:
- la simulazione del flusso dei gas di scarico per ottenere i coefficienti di scambio termico e i flussi termici sulle supercifi della parte;
- il calcolo del transitorio termico simulando il riscaldamento e il raffreddamento della parte;
- il calcolo meccanico con il campo di temperatura come parametro di sollecitazione cui vengono sovrapposte più eventuali carichi meccanici.

Il campo termico della testata, in particolar modo della zona vicina al piano fiamma, pur avendo zone con temperature da 140 °C e una temperatura media che si attesta intorno ai 180 °C, altre parti possono arrivare a temperature particolarmente elevate, soprattutto per le testate munite di due condotti di scarico appaiati, dove il traversino che li separa può raggiungere i 250 °C, queste zone sono critiche in quanto generano punti caldi e sono soggette a molte sollecitazioni, le quali possono portare a creare molte cricche in tali punti.

## Accorgimenti
La testata assieme al pistone è l'elemento più importante per definire la forma della camera di combustione e modificare la velocità di combustione, difatti questa deve:

Grafico che mostra le turbolenze Swirl e Tumble

- Aumentare le turbolenze, per poter migliorare la velocità di combustione velocizzando la combustione, tenendo in considerazione che a seconda del sistema utilizzato si può limitare in modo più o meno marcato la respirazione del motore e quindi il suo riempimento oppure opporre resistenza al suo funzionamento in generale, un sistema è il "CHT"[8] della Fiat, dove in casi di un comando gas ridotto, tramite una valvola supplementare nel condotto d'alimentazione (che lo parzializza totalmente o quasi) e un condotto ausiliario di dimensioni più piccole che è in comunicazione sopra la valvola a fungo d'alimentazione, dove con l'apertura della valvola d'alimentazione si ha un getto che fuoriesce da questo condotto ausiliario, che conferisce ai ridotti gas d'aspirazione una forte turbolenza.
Esistono tanti altri modi per aumentare queste turbolenze, dalle canalizzazione rettilinee o curvilinee, alle tunnellizzazioni dell'area di squish fino all'area di combustione[9], ma non tutte sono efficaci allo stesso modo, infatti la turbolenza Swirl tende a non far progredire rapidamente il fronte di fiamma[10] e la loro efficacia varia anche in base all'apertura della valvola a fungo.[11]
  - Swirl turbolenza che si verifica nei motori 4T (in particolare nei motori ad accensione spontanea) e similari durante la fase d'aspirazione, grazie a una particolare conformazione dei condotti d'aspirazione, che imprimono un andamento vorticoso lungo l'asse del cilindro[12], un esempio è il DTS-Si (Digital Twin Spark - Swirl Induction)
  - Tumble turbolenza che si verifica durante la fase d'aspirazione o lavaggio (in particolare nei motori ad accensione comandata), grazie a una particolare conformazione dei condotti d'aspirazione, che imprimono un andamento vorticoso lungo l'asse ortogonale del cilindro (i gas vano dalla luce d'aspirazione alla parete del cilindro, poi vanno al pistone e infine ritornano alla luce d'aspirazione, il ciclo si ripete fino all'esaurimento dell'energia cinetica)[12], questa turbolenza si verifica anche nei motori a due tempi del tipo a correnti tangenziali (in inglese loop-scavenged) durante la fase di lavaggio.
  - Squish, fenomeno che si verifica durante le fasi finali della compressione, dove la miscela che si trova ai lati della camera di combustione venga spinta nella zona centrale.
- Raccogliere il più possibile la miscela aria/combustibile, soprattutto sui motori ad accensione comandata.
- Avere misure il più costanti possibile per ogni pezzo della stessa testata
- Fornire un rapporto di compressione adeguato al carburante, per velocizzare il più possibile la combustione, senza arrivare a detonazione
- Riporto di materiale termoconduttore/bimetallica, costruite per la maggior parte con i classici materiali delle testate e con l'utilizzo del riporto di rame o altro materiale termoconduttore per la parte che costituisce la camera di combustione.
- Regolazione comportamento del motore
  - In caso di fasatura d'accensione fissa, deve dare un rapporto di compressione tale da garantire un comportamento il più lineare possibile, dove più è basso il rapporto di compressione più si favorisce gli alti regimi, mentre più è alto il rapporto di compressione e più si favorisce i bassi regimi
  - In caso di fasatura d'accensione variabile, la testata non ha alcun limite sul rapporto di compressione, potendo quindi generare compressioni molto elevate, questo perché l'accensione modificando il momento d'innesco della scintilla cambia l'istante di combustione in modo che la differente velocità di combustione della miscela aria/benzina porti sempre ad avere una combustione completa al PMS (punto morto superiore), avendo sempre un ottimale e costante sfruttamento della miscela aria-benzina con lo stesso tipo di testata, anche se adoperando testate più o meno compresse, sarà necessario ritardare o anticipare l'intera curva d'accensione, oppure adoperare una testata con un valore di compressione diverso per non dover spostare l'intera curva d'accensione
- Sedi delle valvole (solo per testate munite di valvole a fungo), sono le sedi dove il fungo della valvola va a fermarsi e a contatto con la valvola chiusa, questa sede è generalmente in bronzo o rame al berillio, queste sedi hanno una o più inclinazioni, se non addirittura un profilo curvato per la chiusura della valvola, in modo da avere una chiusura migliore e ridurre il disturbo nel passaggio di miscela fresca
- Guida delle valvole (solo per testate munite di valvole a fungo), è l'elemento che permette il corretto scorrimento della valvola durante il suo lavoro, dove nei motori stradali si protrae nel condotto, mentre nei motori da competizione ciò non avviene, in modo da ridurre le perdite di carico e avere una maggiore potenza, ma a discapito dell'affidabilità.

Disegno in sezione di una testata per motore a quattro tempi, dove è possibile vedere gli angoli tra le valvole e la differente conformazione dei condotti tra aspirazione e scarico, nel primo caso per favorire lo Swirl o Tumble nel secondo per l'espulsione dei gas combusti

- Condotti (solo per testate munite di valvole) questi devono avere una conformazione e andamento differente a seconda della loro funzione, in generale i condotti devono essere il più rettilinei possibili e con il minor numero di sbavature o imperfezioni, in modo da ridurre le perdite di carico, per quanto concerne il condotto d'aspirazione, questi devono cercare di ridurre la curvatura del tratto terminale per favorire il riempimento del cilindro andando a diminuire l'impatto sulla valvola d'aspirazione e favorire le turbolenze di tipo "tumble" o "Swirl".
- Sistemi d'arresto motore o decompressori d'avviamento, accorgimenti usati sui motori sprovvisti di un sistema d'arresto che agisca elettricamente sulla scintilla della candela e che per le loro caratteristiche prendono il nome di decompressione manuale, sistema che viene usato anche per alcuni motori che devono essere avviati tramite una pedivella, nel caso di sistemi di decompressione per avviamento il sistema può essere manuale o automatizzato tramite un tirante direttamente collegato alla pedivella d'accensione o tramite un sistema centrifugo (in questo caso funziona con qualsiasi sistema d'avviamento).
  - Valvola di fuga o valvola di spegnimento o valvola di decompressione, è una valvola che premuta fa fuoriuscire la miscela fresca, impedendo la combustione o riducendola drasticamente, in modo da poter arrestare il motore, questo sistema è stato usato sul Piaggio Ciao e mezzi simili.
  - Alzavalvola, è un dispositivo, che generalmente è comandato da un comando al manubrio e fa rimanere una o più valvola/e di scarico alzata/e, impedendo la combustione o riducendola drasticamente.
- Precamera sistema utilizzato sui motori diesel, dove si ha una piccola camera in comunicazione con la camera di combustione, la quale può essere preriscaldata da una candeletta e dove è posizionato l'iniettore, in modo che una volta iniettato il combustibile questo possa entrare più facilmente in autocombustione.